# Reinhold Baumstark (Politiker)

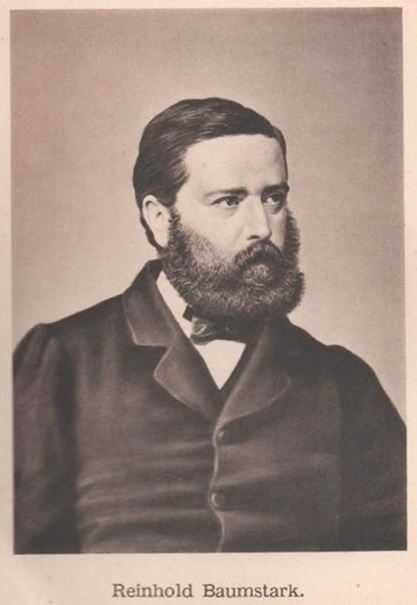
Foto um 1870

Reinhold Baumstark (* 24. August 1831 in Freiburg im Breisgau; † 29. Januar 1900 in Mannheim) war ein deutscher Politiker und Literaturhistoriker.

## Leben
Reinhold Baumstark war der Sohn des katholischen Philologen Anton Baumstark sen. und dessen evangelischer Ehefrau Friederike Luise Mez. Der spätere Dozent am lutherischen Predigerseminar in St. Louis, Missouri, Hermann Michael Baumstark, der wie Reinhold zum Katholizismus konvertierte, war sein Bruder; der Volkswirt Dr. Eduard Baumstark sein Onkel.
Nach Abschluss seiner Schulzeit studierte Baumstark an der Albert-Ludwigs-Universität Freiburg. Anschließend (1857) bekam Baumstark eine Anstellung als Amtsrichter im badischen Staatsdienst. Als solcher heiratete er Clementine Beck und hatte mit ihr einen Sohn; den späteren Orientalisten Carl Anton Baumstark. Baumstark lebte und wirkte in Konstanz, wo er 1864 zum Kreisgerichtsrat ernannt wurde.
1869 trat Baumstark in Beuron vom Protestantismus zum Katholizismus über. Als Anhänger des Philosophen Georg Wilhelm Friedrich Hegel blieb er diesem aber zeit seines Lebens verbunden. Politisch, als badischer Landtagsabgeordneter der Zentrums-Partei, muss man Baumstark zu den ersten deutschen Parlamentariern rechnen, welche bewusst für die Kirche eintraten und deren Rechte verteidigten. Von 1869 bis 1870 und von 1879 bis 1882 war er Mitglied der Zweiten Kammer der Badischen Ständeversammlung.
Nach der Neugründung des Deutschen Reichs 1870, die er mit Begeisterung begrüßte, wandelte sich Baumstark allerdings zu einem Parteigänger Otto von Bismarcks. Als solcher wurde Baumstark ein vehementer Gegner des „Zentrums“. Er trat 1882 aus seiner Partei aus und versuchte sich im Kulturkampf als Mittler zwischen Staat und Kirche.
Von den Ultramontanen deshalb angefeindet, legte er 1882 seine politischen Ämter nieder. Er zog sich aus der Politik zurück und widmete sich verstärkt seinen schriftstellerischen Ambitionen. Unter den Pseudonymen „Lukianos Dendrosthenes“, „Klementine Beck“ und „Stabilis“ verfasste Baumstark den größten Teil seines literarischen Werks. In dieser Zeit trat er auch als Übersetzer verschiedener Werke von Miguel de Cervantes und Pedro Calderón de la Barca hervor.
1879 veröffentlichte er die wohl erste Biographie von Bartolomé de Las Casas in deutscher Sprache. Bis 1968 blieb sie wahrscheinlich die einzige Biographie von Las Casas in deutscher Sprache.
1880 wurde Baumstark als Oberamtsrichter nach Achern versetzt und ab 1897 holte man ihn als Landesgerichtspräsident nach Mannheim. Verschiedene Gruppierungen drängten Baumstark immer wieder zu einem politischen Amt, jedoch bei den Neuwahlen 1882 erhielt er kein neues Mandat. Da er sich entschieden gegen das Treiben der katholischen Volkspartei in Baden erklärt hatte, wundert dies nicht.
Er wurde am 1. Februar 1900 auf dem Friedhof in Kenzingen, dem Geburtsort seiner Frau, beerdigt.
Reinhold Baumstark ist der Vater des Orientalisten und Liturgiewissenschaftlers Anton Baumstark jun.

## Schriften

### Kirchlich-politische Schriften
- Gedanken eines Protestanten über die päpstliche Einladung zur Wiedervereinigung mit der römisch-katholischen Kirche. (Regensburg 1868, 13. Aufl. 1869) Digitalisat der 10. Auflage, 1869.
- Die katholische Volkspartei in Baden und ihr Verhältniß zum Kriege gegen Frankreich, Freiburg 1870 Digitalisat.
- Der erste deutsche Reichstag und die Interessen der katholischen Kirche (Freiburg 1871) Digitalisat.
- Fegfeuergespräche (5. Aufl., Freiburg 1872); Pseudonym: Lukianos Dendrosthenes Digitalisat.
- Die Wiederherstellung der katholischen Seelsorge im Großherzogtum Baden (Freiburg 1880).
- Plus ultra! Schicksale eines deutschen Katholiken 1869–82 (Straßburg 1883).
- Unsere Wege zur katholischen Kirche (Freiburg i.Br. 1870, 2. Aufl. 1871, zusammen mit seinem Bruder Hermann Michael Baumstark) Digitalisat.

### Literarische und historische Schriften
- Mein Ausflug nach Spanien. 2. Aufl., Regensburg 1869 Digitalisat.
- Francisco de Quevedo y Villegas. Freiburg 1871 Digitalisat.
- O'Connell. Freiburg 1873. Sammlung historischer Bildnisse
- Kolumbus. Freiburg 1873. Digitalisat
- Leopold I. 1873 Digitalisat.
- Cervantes ein spanisches Lebensbild 1875. Digitalisat
- Philipp II. von Spanien. 1875. Digitalisat
- Die spanische Nationalliteratur im Zeitalter der habsburgischen Könige. Köln 1877 Digitalisat.
- Thomas Morus. Freiburg 1879. Digitalisat
- Bartholomäus de las Casas. Bischof von Chiapa. Freiburg 1879. Digitalisat

### Übersetzungen
- Miguel de Cervantes: Musternovellen (Regensburg 1868, 2 Bde.).
- Pedro Calderón de la Barca: Dame Kobold  (Wien 1869).